# Apanteles
Apanteles is een zeer groot geslacht van parasitoïde insecten uit de familie van de schildwespen (Braconidae), onderfamilie Microgastrinae. Het zijn vliesvleugelige insecten waarvan de larven parasiteren in larven van Lepidoptera (rupsen van vlinders en motten), die ze geleidelijk van binnenuit opeten, waarna ze verpoppen in witte zijdeachtige cocons op of naast hun dode of stervende gastheer. De meeste soorten zijn monofaag (ze parasiteren op een bepaalde soort) of oligofaag (ze parasiteren op enkele soorten). Sommige soorten kunnen gebruikt worden voor de biologische bestrijding van plaaginsecten.
De wetenschappelijke naam van het geslacht werd voor het eerst geldig gepubliceerd door Arnold Förster in 1862. Hij deelde er alle soorten Microgastrinae bij in die geen tweede submarginale cel in de voorste vleugel hadden. De naam is volgens Förster een samenstelling van ἀ-, a- (alpha privativum) en παντελής/ές, pantelēs/es (volledig voltooid) en betekent zoveel als "niet volledig voltooid". In de loop der jaren bleek dit een zeer groot aantal soorten te zijn, en werden verschillende pogingen ondernomen om het geslacht onder te verdelen. Meer dan twee dozijn nieuwe geslachten zijn uit Apanteles afgesplitst.
Het is nog steeds een omvangrijk geslacht dat honderden soorten telt, en waarin nog vele soorten wachten op hun wetenschappelijke beschrijving. In een artikel uit 2014 beschreef Jose L. Fernández-Triana alleen al 186 nieuwe soorten uit Midden-Amerika.

## Soorten
- A.abdera (Nixon, 1965)
- A.abditus (Muesebeck, 1957)
- A.absonus (Muesebeck, 1965)
- A.acaciae (Risbec, 1951)
- A.acoris (Nixon, 1965)
- A.acratos (Nixon, 1967)
- A.acrobasidis (Muesebeck, 1921)
- A.acron (Nixon, 1967)
- A.acutissimus (Granger, 1949)
- A.acutituba (Song, Chen & Yang, 2006)
- A.acutus (Papp, 1971)
- A.achterbergi (Narendran, 1998)
- A.adjunctus (Nees, 1834)
- A.adoxophyesi (Minamikawa, 1954)
- A.adreus (Nixon, 1965)
- A.aeolus (Nixon, 1965)
- A.aethiopicus (Wilkinson, 1931)
- A.afer (Wilkinson, 1932)
- A.agamedes (Nixon, 1965)
- A.agatillus (Nixon, 1965)
- A.aggestus (Granger, 1949)
- A.agilis (Ashmead, 1905)
- A.agilla (Nixon, 1972)
- A.aglaope (Nixon, 1965)
- A.aglaus (Nixon, 1965)
- A.agonoxenae (Fullaway, 1941)
- A.agrus (Nixon, 1965)
- A.agynus (de Saeger, 1944)
- A.ahmednagarensis (Kurhade & Nikam, 1997)
- A.aithos (Sharma, 1973)
- A.alarius (Kotenko, 1986)
- A.alaspharus (Nixon, 1965)
- A.alastor (de Saeger, 1944)
- A.alazoni (Lozan, 2008)
- A.albinervis
- A.albinervis
- A.albipennis (Nees, 1834)
- A.alexanderi (Brethes, 1922)
- A.alfalfae (Nixon, 1960)
- A.almus (Tobias & Kotenko, 1984)
- A.alternatus (Papp, 1973)
- A.aluella (Nixon, 1967)
- A.alutaceus (Balevski, 1980)
- A.allofulvigaster (Long, 2007)
- A.amaris (Nixon, 1967)
- A.amenophis (de Saeger, 1944)
- A.anarsiae (Faure & Alabouvette, 1924)
- A.anatole (Nixon, 1965)
- A.angaleti (Muesebeck, 1956)
- A.angularis (Song, Chen & Yang, 2006)
- A.angulatus (Granger, 1949)
- A.annularis (Haliday, 1834)
- A.anodaphus (Nixon, 1965)
- A.anomalon (Curtis, 1830)
- A.ansatus (Song & Chen, 2004)
- A.antarctiae (Blanchard, 1935)
- A.anthedon (Nixon, 1965)
- A.anthozelae (de Saeger, 1941)
- A.anticlea (Nixon, 1965)
- A.antilla (Nixon, 1965)
- A.antsirabensis (Granger, 1949)
- A.anubis (de Saeger, 1944)
- A.aper (Nixon, 1965)
- A.apidanus (Nixon, 1965)
- A.apo (Wilkinson, 1929)
- A.appellator (Telenga, 1949)
- A.arachidis (Risbec, 1951)
- A.araeceri (Wilkinson, 1928)
- A.aragatzi (Tobias, 1976)
- A.arcuatus (Telenga, 1955)
- A.arene (Nixon, 1973)
- A.argante (Nixon, 1976)
- A.arginae (Bhatnagar, 1948)
- A.argiope (Nixon, 1965)
- A.argus (de Saeger, 1944)
- A.ariadne (Nixon, 1965)
- A.aridus (Penteado-Dias & Scatolini, 2000)
- A.arion (Nixon, 1965)
- A.ariovistus (Nixon, 1965)
- A.arisba (Nixon, 1973)
- A.aristaeus (Nixon, 1965)
- A.aristolochiae (Wilkinson, 1928)
- A.aristoteliae (Viereck, 1912)
- A.arsanes (Nixon, 1965)
- A.articas (Nixon, 1965)
- A.artissimus (Papp, 1971)
- A.artusicarina (Song & Chen, 2004)
- A.arundinariae (de Saeger, 1944)
- A.asavari (Sathe, 1989)
- A.aso (Nixon, 1967)
- A.asotae (Watanabe, 1932)
- A.assimilis (Papp, 1976)
- A.assis (Nixon, 1965)
- A.astydamia (Nixon, 1965)
- A.ate (Nixon, 1973)
- A.atellae (Wilkinson, 1932)
- A.atreus (Nixon, 1973)
- A.atrocephalus (Granger, 1949)
- A.attevae (Yousuf, Hassan & Singh, 2008)
- A.atylana (Nixon, 1965)
- A.audens (Kotenko, 1986)
- A.aurangabadensis (Rao & Chalikwar, 1970)
- A.automeridis (Brethes, 1926)
- A.avus (Tobias & Kotenko, 1984)
- A.azamgarhensis (Ahmad, 2005)
- A.azollae (Sumodan & Sevichan, 1989)
- A.azovicus (Kotenko, 1986)
- A.bactrianus (Telenga, 1955)
- A.badgleyi (Wilkinson, 1928)
- A.bagicha (Narayanan & Subba Rao, 1961)
- A.bajariae (Papp, 1975)
- A.bakeri (Wilkinson, 1932)
- A.baldufi (Muesebeck, 1968)
- A.balteatae (Lal, 1942)
- A.balthazari (Ashmead, 1900)
- A.bambeytriplus (Shenefelt, 1972)
- A.bambusae (Wilkinson, 1928)
- A.banksi (Viereck, 1911)
- A.bannaensis (Song, Chen & Yang, 2001)
- A.baoli (Risbec, 1951)
- A.baoris (Wilkinson, 1930)
- A.barcinonensis (Marshall, 1898)
- A.barrosi (Porter, 1926)
- A.basiflavus (Papp, 1974)
- A.batrachedrae (Kotenko, 1992)
- A.bauhiniae (Risbec, 1951)
- A.belippicola (Liu & You, 1988)
- A.bellatulus (de Saeger, 1944)
- A.bellicosus (Papp, 1977)
- A.benevolens (Papp, 1973)
- A.benkevitshi (Kotenko, 1986)
- A.bersus (Papp, 1976)
- A.betheli (Viereck, 1911)
- A.bicolor (Song & Chen, 2004)
- A.bidentatus (Sharma, 1972)
- A.bifida (Sharma, 1973)
- A.bilecikensis (Inanc & Cetin Erdogan, 2004)
- A.bimacula (Song & Chen, 2004)
- A.biplagae (Fischer, 1968)
- A.biroi (Szepligeti, 1905)
- A.biroicus (Papp, 1973)
- A.bistonis (Watanabe, 1934)
- A.bisulcatus (Cameron, 1909)
- A.bitalensis (de Saeger, 1944)
- A.blandus (Tobias & Kotenko, 1986)
- A.bordagei (Giard, 1902)
- A.borocerae (Granger, 1949)
- A.borysthenicus (Kotenko, 1986)
- A.botydis (Wilkinson, 1930)
- A.brachmiae (Bhatnagar, 1948)
- A.bredoi (de Saeger, 1941)
- A.bres (Nixon, 1973)
- A.brethesi (Porter, 1917)
- A.brevicarinatus (Chen & Song, 2004)
- A.brevicarinis (Song, 2002)
- A.brevimetacarpus (Hedqvist, 1965)
- A.brevivalvatus (Balevski & Tobias, 1980)
- A.breviventris (Ratzeburg, 1848)
- A.briareus (Nixon, 1965)
- A.britannicus (Wilkinson, 1941)
- A.bruchi (Blanchard, 1941)
- A.brunnistigma (Abdinbekova, 1969)
- A.brunnus (Rao & Chalikwar, 1976)
- A.burunganus (de Saeger, 1944)
- A.bushnelli (Muesebeck, 1933)
- A.butalidis (Marshall, 1889)
- A.buteonis (Kotenko, 1986)
- A.cacao (Wilkinson, 1934)
- A.cacoeciae (Riley, 1881)
- A.cadei (Risbec, 1951)
- A.caesar (Wilkinson, 1938)
- A.cajani (Wilkinson, 1928)
- A.calacte (Nixon, 1965)
- A.californicus (Muesebeck, 1921)
- A.caligophagus (Blanchard, 1964)
- A.calycinae (Wilkinson, 1928)
- A.camachoi (Silva Figueroa, 1917)
- A.cameroonensis (Walker, 1994)
- A.camilla (Nixon, 1965)
- A.camirus (Nixon, 1965)
- A.canarsiae (Ashmead, 1898)
- A.candidatus (Haliday, 1834)
- A.caniae (Wilkinson, 1928)
- A.capeki (Gyorfi, 1955)
- A.carpatus (Say, 1836)
- A.carposinae (Wilkinson, 1938)
- A.cassiae (Chalikwar & Rao, 1982)
- A.cato (de Saeger, 1944)
- A.catonix (Shenefelt, 1972)
- A.cauda (Song & Chen, 2004)
- A.cavatipterus (Chen & Song, 2004)
- A.cavatithoracicus (Chen, 2001)
- A.cavifrons (Nixon, 1965)
- A.cebes (Nixon, 1965)
- A.cecidiptae (Brethes, 1916)
- A.celsus (Papp, 1975)
- A.cerales (Nixon, 1965)
- A.cerberus (Nixon, 1965)
- A.cerialis (Nixon, 1976)
- A.cestius (Nixon, 1965)
- A.ceto (Nixon, 1965)
- A.cinerosus (Papp, 1971)
- A.cingulicornis (Granger, 1949)
- A.cinyras (de Saeger, 1944)
- A.circumscriptus (Nees, 1834)
- A.ciscaucasicus (Tobias, 1971)
- A.claniae (You & Zhou, 1990)
- A.clavatus (Provancher, 1881)
- A.cleo (Nixon, 1967)
- A.clita (Nixon, 1965)
- A.cloelia (Nixon, 1965)
- A.cockerelli (Muesebeck, 1921)
- A.cocotis (Wilkinson, 1934)
- A.coedicius (Nixon, 1965)
- A.coequatus (Nixon, 1967)
- A.coffea (Wilkinson, 1930)
- A.coffeellae (Muesebeck, 1958)
- A.coilus (Nixon, 1965)
- A.colchicus (Tobias, 1976)
- A.coleophorae (Wilkinson, 1938)
- A.compressiabdominis (You & Tong, 1991)
- A.compressifemur (Chen & Song, 2004)
- A.conanchetorum (Viereck, 1917)
- A.concinnus (Statz, 1938)
- A.concordalis (Cameron, 1911)
- A.congoensis (de Saeger, 1941)
- A.conon (Nixon, 1965)
- A.conopiae (Watanabe, 1934)
- A.consimilis (Viereck, 1911)
- A.conspicabilis (de Saeger, 1944)
- A.contactus (Papp, 1977)
- A.contaminatus (Haliday, 1834)
- A.contemptus (Nixon, 1965)
- A.contergitus (Song & Chen, 2004)
- A.contextus (Imhof & Labram, 1836)
- A.cordoi (de Santis, 1980)
- A.coretas (Nixon, 1965)
- A.cornicula (Chen & Song, 2004)
- A.corvinus (Reinhard, 1880)
- A.coxalis (Szepligeti, 1911)
- A.crassicornis (Provancher, 1886)
- A.crates (Nixon, 1965)
- A.credne (Nixon, 1973)
- A.crispulae (Blanchard, 1943)
- A.crius (Nixon, 1965)
- A.croceicornis (Muesebeck, 1958)
- A.crocidolomiae (Ahmad, 1945)
- A.crouzeli (Blanchard, 1947)
- A.cultriformis (Song & Chen, 2004)
- A.cuneiformis (Song & Chen, 2004)
- A.curticornis (Granger, 1949)
- A.curvicaudatus (Granger, 1949)
- A.cuspidalis (de Saeger, 1944)
- A.cyamon (Nixon, 1967)
- A.cyane (Nixon, 1965)
- A.cyclorhaphus (de Saeger, 1944)
- A.cyprioides (Nixon, 1965)
- A.cypris (Nixon, 1965)
- A.cytherea (Nixon, 1972)
- A.chalcomelas (Nixon, 1965)
- A.changhingensis (Chu, 1937)
- A.characomae (Risbec, 1951)
- A.chatterjeei (Sharma & Chatterjee, 1970)
- A.cheesmanae (Wilkinson, 1928)
- A.cheles (Nixon, 1972)
- A.chloris (Nixon, 1965)
- A.chrysis (Nixon, 1973)
- A.daimenes (Nixon, 1965)
- A.dakotae (Muesebeck, 1921)
- A.daphne (Nixon, 1965)
- A.darjeelingensis (Sharma & Chatterjee, 1970)
- A.dauricus (Kotenko, 2007)
- A.decaryi (Granger, 1949)
- A.decoloratus (Granger, 1949)
- A.decorus (Haliday, 1834)
- A.deepica (Rao & Chalikwar, 1971)
- A.delhiensis (Muesebeck & Subba Rao, 1958)
- A.delphinensis (Granger, 1949)
- A.demades (Nixon, 1965)
- A.dentatus (Muesebeck, 1958)
- A.deplanatus (Muesebeck, 1957)
- A.depressariae (Muesebeck, 1931)
- A.desantisi (Blanchard, 1947)
- A.despectus (Nixon, 1965)
- A.detrectans (Wilkinson, 1928)
- A.diaphantus (Nixon, 1965)
- A.diatraeae (Muesebeck, 1921)
- A.dictys (Nixon, 1965)
- A.dido (Nixon, 1965)
- A.dilectus (Haliday, 1834)
- A.diocles (Nixon, 1965)
- A.diourbeli (Risbec, 1951)
- A.diparopsidis (Lyle, 1927)
- A.dirphiae (Silva Figueroa, 1917)
- A.discretus (Szepligeti, 1914)
- A.dissimilis (Nixon, 1965)
- A.dissors (Nixon, 1965)
- A.dolichocephalus (Muesebeck, 1921)
- A.dores (Nixon, 1965)
- A.dorsalis (Spinola, 1808)
- A.dotus (Nixon, 1965)
- A.drupes (Nixon, 1965)
- A.drusilla (Nixon, 1972)
- A.dryas (Nixon, 1965)
- A.duplicatus (Brethes, 1922)
- A.earterus (Wilkinson, 1930)
- A.edwardsii (Riley, 1889)
- A.effrenus (Wilkinson, 1928)
- A.elaeodes (de Saeger, 1944)
- A.elagabalus (Nixon, 1965)
- A.eleagnellae (Tobias, 1976)
- A.electilis (Tobias, 1964)
- A.elpis (Nixon, 1973)
- A.emarginatus (Nees, 1834)
- A.emesa (Nixon, 1965)
- A.endii (Sathe & Ingawale, 1995)
- A.endymion (Wilkinson, 1932)
- A.ensiformis (Ratzeburg, 1844)
- A.ensiger (Say, 1836)
- A.epaphus (Nixon, 1965)
- A.epiblemae (Muesebeck, 1935)
- A.epijarbi (Rao, 1953)
- A.epinotiae (Viereck, 1912)
- A.epiplemicidus (de Saeger, 1941)
- A.erasmi (Nixon, 1972)
- A.erdoesi (Papp, 1973)
- A.erevanicus (Tobias, 1976)
- A.eriphyle (Nixon, 1965)
- A.eros (Wilkinson, 1932)
- A.errans (Nixon, 1973)
- A.erse (Nixon, 1965)
- A.espinosai (Porter, 1920)
- A.etiellae (Viereck, 1911)
- A.eublemmae (Nixon, 1965)
- A.eucalypti (Austin & Allen, 1989)
- A.euphobetri (Blanchard, 1935)
- A.eupolis (Nixon, 1965)
- A.euproctidis (Ullyett, 1946)
- A.euproctisiphagus (Ahmad, 1945)
- A.eurynome (Nixon, 1965)
- A.eurytergis (de Saeger, 1941)
- A.eutelus (de Saeger, 1941)
- A.euthaliae (Bhatnagar, 1948)
- A.evadne (Nixon, 1955)
- A.evadnix (Shenefelt, 1972)
- A.evanidus (Papp, 1975)
- A.evansi (Nixon, 1971)
- A.evonymellae (Bouche, 1834)
- A.exelastisae (Bhatnagar, 1948)
- A.exilis (Haliday, 1834)
- A.expulsus (Turner, 1919)
- A.extentus (Papp, 1977)
- A.fabiae (Wilkinson, 1928)
- A.fakhrulhajiae (Mahdihassan, 1925)
- A.falcator (Ratzeburg, 1852)
- A.fallax (de Saeger, 1944)
- A.faucula (Nixon, 1972)
- A.faustina (Nixon, 1965)
- A.fedtschenkoi (Kotenko, 1986)
- A.feltiae (Viereck, 1912)
- A.ficicola (Donaldson, 1991)
- A.ficus (Granger, 1949)
- A.firmus (Telenga, 1949)
- A.flavigastrula (Chen & Song, 2004)
- A.flavostriatus (Papp, 1977)
- A.floralis (Tobias, 1966)
- A.florus (Nixon, 1965)
- A.fluitantis (de Santis, 1980)
- A.folia (Nixon, 1965)
- A.fontinalis (de Saeger, 1944)
- A.forbesi (Viereck, 1910)
- A.fredi (Austin & Dangerfield, 1989)
- A.frersi (Brethes, 1917)
- A.frustratus (Papp, 1975)
- A.fulvigaster (Granger, 1949)
- A.fumiferanae (Viereck, 1912)
- A.fundulus (Nixon, 1965)
- A.furax (de Saeger, 1944)
- A.furtim (Papp, 1977)
- A.fuscinervis (Cameron, 1911)
- A.fuscivorus (Walker, 1994)
- A.gagates (Nees, 1834)
- A.gahinga (de Saeger, 1944)
- A.galatea (Nixon, 1965)
- A.galleriae (Wilkinson, 1932)
- A.gallicolus (Giraud, 1869)
- A.gandoensis (de Saeger, 1944)
- A.gaytotini (Blanchard, 1959)
- A.gelechiidivoris (Marsh, 1975)
- A.gentilis (Nixon, 1967)
- A.geometrivorus (de Saeger, 1941)
- A.ghesquierei (de Saeger, 1941)
- A.gielisi (van Achterberg, 2002)
- A.gitebe (de Saeger, 1944)
- A.glaber (Papp, 1978)
- A.glyphodes (Wilkinson, 1932)
- A.gnarus (Tobias & Kotenko, 1984)
- A.gobicus (Papp, 1976)
- A.gobustanicus (Kotenko, 1986)
- A.golovushkini (Kotenko, 1992)
- A.goron (Nixon, 1965)
- A.gracilariae (Wilkinson, 1940)
- A.gracilicornis (Song & Chen, 2004)
- A.gracilipes (Song & Chen, 2004)
- A.gracilituba (Song & Chen, 2004)
- A.grandiculus (Wilkinson, 1929)
- A.gratus (Kotenko, 1986)
- A.guierae (Risbec, 1951)
- A.halfordi (Ullyett, 1946)
- A.halidayi (Marshall, 1872)
- A.hamakii (Watanabe, 1932)
- A.hanoii (Tobias & Long, 1990)
- A.hapaliae (de Saeger, 1941)
- A.harti (Viereck, 1910)
- A.hasorae (Wilkinson, 1928)
- A.haywardi (Blanchard, 1947)
- A.hebrus (Nixon, 1965)
- A.hedwigi (Shenefelt, 1972)
- A.hedyleptae (Muesebeck, 1958)
- A.heichinensis (Sonan, 1942)
- A.helespas (Walker, 1996)
- A.helleni (Nixon, 1972)
- A.hellulae (Risbec, 1951)
- A.hemara (Nixon, 1965)
- A.hemerobiellicida (Fischer, 1966)
- A.hemiaurantius (van Achterberg & Ng, 2009)
- A.hemitheae (Wilkinson, 1928)
- A.hersilia (Nixon, 1965)
- A.heterusiae (Wilkinson, 1928)
- A.hiberniae (Kurdjumov, 1912)
- A.hilaris (Haliday, 1834)
- A.hoffmanni (Silva Figueroa, 1917)
- A.holmgreni (Shenefelt, 1972)
- A.homoeosomae (Muesebeck, 1933)
- A.horaeus (Kotenko, 1986)
- A.horus (de Saeger, 1944)
- A.huberi (Fernandez-Triana, 2010)
- A.hyalinatus (Granger, 1949)
- A.hyalinis (Hedqvist, 1965)
- A.hyblaeae (Wilkinson, 1928)
- A.hylas (Wilkinson, 1932)
- A.hymeniae (Wilkinson, 1935)
- A.hyperion (de Saeger, 1944)
- A.hypopygialis (Granger, 1949)
- A.hyposidrae (Wilkinson, 1928)
- A.hypsipylae (Wilkinson, 1928)
- A.icarti (Blanchard, 1960)
- A.ilione (Nixon, 1967)
- A.imitandus (Muesebeck, 1954)
- A.immissus (Papp, 1977)
- A.imperator (Wilkinson, 1939)
- A.impiger (Muesebeck, 1958)
- A.importunus (Wilkinson, 1928)
- A.impunctatus (Muesebeck, 1933)
- A.impurus (Nees, 1834)
- A.inaron (Nixon, 1965)
- A.incompletus (Szepligeti, 1914)
- A.indicus (Bhatnagar, 1948)
- A.infimus (Haliday, 1834)
- A.ingenuoides (Papp, 1971)
- A.inops (Nixon, 1965)
- A.inquisitor (Wilkinson, 1928)
- A.insignicaudatus (Granger, 1949)
- A.insignis (Muesebeck, 1938)
- A.insularis (Muesebeck, 1921)
- A.intermedius (Balevski, 1980)
- A.interpolatus (Papp, 1975)
- A.intricatus (de Saeger, 1944)
- A.inunctus (Nixon, 1965)
- A.ione (Nixon, 1965)
- A.ippeus (Nixon, 1965)
- A.iranicus (Telenga, 1955)
- A.iriarte (Nixon, 1965)
- A.isander (Nixon, 1965)
- A.isus (Nixon, 1965)
- A.ituriensis (de Saeger, 1941)
- A.iulis (Nixon, 1967)
- A.ivondroensis (Granger, 1949)
- A.jaroshevskyi (Tobias, 1976)
- A.jason (Nixon, 1965)
- A.javensis (Rohwer, 1919)
- A.jenniferae (Fernandez-Triana, 2010)
- A.jhaverii (Bhatnagar, 1948)
- A.jilinensis (Chen & Song, 2004)
- A.jubmeli (Hedqvist, 1972)
- A.jujubae (Wilkinson, 1929)
- A.keralensis
- A.keralensis
- A.kivuensis (de Saeger, 1941)
- A.kostjuki (Kotenko, 1986)
- A.kostylevi (Kotenko, 1986)
- A.kubensis (Abdinbekova, 1969)
- A.kurosawai (Watanabe, 1940)
- A.kuwayamai (Watanabe, 1932)
- A.labaris (Nixon, 1967)
- A.lacteicolor (Viereck, 1911)
- A.lacteipennis
- A.lacteipennis
- A.lacteoides (Nixon, 1965)
- A.lacteus (Nees, 1834)
- A.laetus (Marshall, 1885)
- A.laevicoxis (Muesebeck, 1921)
- A.laevigatoides (Nixon, 1972)
- A.laevigatus (Ratzeburg, 1848)
- A.laevissimus (Ratzeburg, 1848)
- A.lampe (Nixon, 1965)
- A.lamprosemae
- A.lamprosemae
- A.lanassa (Nixon, 1965)
- A.langenburgensis (Szepligeti, 1911)
- A.laorae (Porter, 1923)
- A.laricellae (Mason, 1959)
- A.laspeyresiae (Viereck, 1913)
- A.laspeyresiella (Papp, 1972)
- A.laspeyresiellus (Papp, 1972)
- A.latericarinatus (Song & Chen, 2001)
- A.latiannulatus (Cameron, 1910)
- A.laticauda (Chen & Song, 2004)
- A.latistigma (Papp, 1977)
- A.latisulcus (Chen & Song, 2004)
- A.lavignei (Blanchard, 1959)
- A.laxus (de Saeger, 1944)
- A.lebene (Nixon, 1967)
- A.lectus (Tobias, 1964)
- A.lefevrei (de Saeger, 1941)
- A.lemariei (Nixon, 1961)
- A.lenea (Nixon, 1976)
- A.leptothecus (Cameron, 1907)
- A.leptoura (Cameron, 1909)
- A.lesbiae (Blanchard, 1947)
- A.leucochiloneae (Cameron, 1911)
- A.leucopus (Ashmead, 1900)
- A.leucostigmus (Ashmead, 1900)
- A.leucotretae (Ullyett, 1946)
- A.levifidus (Kotenko, 1992)
- A.levigaster (Granger, 1949)
- A.lineipes (Wesmael, 1837)
- A.lineodos (Cameron, 1911)
- A.linus (Nixon, 1965)
- A.liopleuris (Szepligeti, 1914)
- A.lipsis (Nixon, 1967)
- A.lissopleurus (de Saeger, 1944)
- A.lissos (Nixon, 1967)
- A.litae (Nixon, 1972)
- A.lizeri (Blanchard, 1947)
- A.locastrae (You & Tong, 1987)
- A.longiantenna (Chen & Song, 2004)
- A.longicalcar (Thomson, 1895)
- A.longicauda (Wesmael, 1837)
- A.longicaudatus (You & Zhou, 1991)
- A.longicauderra (Shenefelt, 1972)
- A.longipalpis (Reinhard, 1880)
- A.longirostris (Chen & Song, 2004)
- A.longistylus (de Saeger, 1944)
- A.longitergiae (Rao & Kurian, 1950)
- A.longituba (Song & Chen, 2004)
- A.lucidinervis (Wilkinson, 1928)
- A.lucidus (Sharma, 1972)
- A.luctificus (Papp, 1971)
- A.lunatus (Song & Chen, 2004)
- A.luteocinctus (de Saeger, 1941)
- A.lycidas (Nixon, 1965)
- A.lynceus (Nixon, 1965)
- A.lyridice (Nixon, 1965)
- A.macromphaliae (Silva Figueroa, 1917)
- A.macrophthalmus (Statz, 1938)
- A.maculipalpis (de Saeger, 1941)
- A.machaeralis (Wilkinson, 1928)
- A.madecassus (Granger, 1949)
- A.maia (Nixon, 1965)
- A.malacosomae (Pandey, Ahmad, Haider & Shujauddin, 2004)
- A.malevolus (Wilkinson, 1929)
- A.mamitus (Nixon, 1965)
- A.marica (Nixon, 1972)
- A.maritimus (Wilkinson, 1941)
- A.maro (Nixon, 1967)
- A.marokkanus (Fahringer, 1936)
- A.masallensis (Abdinbekova, 1969)
- A.masmithi (Fernandez-Triana, 2010)
- A.masoni
- A.masoni
- A.maynei (de Saeger, 1941)
- A.medianus (Ratzeburg, 1852)
- A.medioexcavatus (Granger, 1949)
- A.medioimpressus (Granger, 1949)
- A.medon (Nixon, 1965)
- A.megagaster (de Saeger, 1944)
- A.megastidis (Muesebeck, 1958)
- A.megathymi (Riley, 1881)
- A.mehdialii (Rao & Chalikwar, 1970)
- A.melanopus (Viereck, 1917)
- A.melanotus (de Saeger, 1944)
- A.melissus (de Saeger, 1944)
- A.melpomene (Nixon, 1965)
- A.memoratus (Kotenko, 2007)
- A.mendosae (Wilkinson, 1929)
- A.menes (Nixon, 1965)
- A.menezesi (de Santis & del Carmen Redolfi, 1976)
- A.meratus (Kotenko, 1981)
- A.meriones (Nixon, 1965)
- A.merope (Nixon, 1965)
- A.merula (Reinhard, 1880)
- A.meruloides (Nixon, 1965)
- A.merus (Kotenko, 1992)
- A.metacarpalis (Thomson, 1895)
- A.metacarpellatus (Blanchard, 1963)
- A.metagenes (Nixon, 1965)
- A.metellus (Nixon, 1965)
- A.metesae (Nixon, 1967)
- A.miantonomoi (Viereck, 1917)
- A.midas (Nixon, 1972)
- A.milleri (Mason, 1974)
- A.mimi (Papp, 1974)
- A.mimoristae (Muesebeck, 1922)
- A.minator (Muesebeck, 1957)
- A.minnesota (Mason, 1981)
- A.minor (Fahringer, 1938)
- A.miramis (Nixon, 1976)
- A.miris (Nixon, 1967)
- A.mirus (Papp, 1977)
- A.moerens (Nixon, 1965)
- A.mohandasi (Sumodan & Narendran, 1990)
- A.moldavicus (Tobias, 1975)
- A.molestae (Muesebeck, 1933)
- A.monocavus (Valerio & Whitfield, 2004)
- A.montanus (de Saeger, 1944)
- A.monticola (Ashmead, 1890)
- A.morrisi (Mason, 1974)
- A.morroensis (Nixon, 1955)
- A.mujtabai (Bhatnagar, 1948)
- A.munnarensis (Sumodan & Narendran, 1990)
- A.murcia (Nixon, 1965)
- A.murinanae (Capek & Zwolfer, 1957)
- A.mutabilis (Telenga, 1955)
- A.mutilia (Nixon, 1965)
- A.muzaffarensis (Lal, 1939)
- A.mycale (Nixon, 1972)
- A.mycerinus (Nixon, 1965)
- A.mycetophilus (Wilkinson, 1931)
- A.myeloenta (Wilkinson, 1937)
- A.myron (Nixon, 1973)
- A.myrsus (Nixon, 1965)
- A.nagyi (Papp, 1975)
- A.namkumensis (Gupta, 1957)
- A.nanus (Reinhard, 1880)
- A.naromae (Risbec, 1951)
- A.naso (Marshall, 1885)
- A.natras (Nixon, 1965)
- A.navius (Nixon, 1965)
- A.necator (Bechstein & Scharfenberg, 1805)
- A.nemesis (Nixon, 1965)
- A.nepe (Nixon, 1965)
- A.nephereus (Nixon, 1965)
- A.nephoptericis (Packard, 1864)
- A.nephus (Papp, 1974)
- A.nepitae (Wilkinson, 1934)
- A.niceppe (Nixon, 1965)
- A.nidophilus (Whitfield & Cameron, 2001)
- A.niger (Muesebeck, 1921)
- A.nigrescens (Cameron, 1906)
- A.nigripes (Ratzeburg, 1844)
- A.nigritegula (Tobias & Kotenko, 1986)
- A.nigrofemoratus (Granger, 1949)
- A.ninigretorum (Viereck, 1917)
- A.ninus (de Saeger, 1944)
- A.nioro (Risbec, 1951)
- A.nitidus (de Saeger, 1944)
- A.nivellus (Nixon, 1965)
- A.nixoni (Song, 2002)
- A.nixosiris (Papp, 1976)
- A.nkuli (de Saeger, 1941)
- A.noronhai (de Santis, 1975)
- A.novatus (Nixon, 1965)
- A.novoguineensis (Szepligeti, 1905)
- A.numenes (Nixon, 1967)
- A.nycon (Nixon, 1965)
- A.nycteus (de Saeger, 1944)
- A.nydia (Nixon, 1967)
- A.nymphis (Nixon, 1965)
- A.oatmani (Marsh, 1979)
- A.oblicarina (Chen & Song, 2004)
- A.obscurus (Nees, 1834)
- A.obstans (Papp, 1971)
- A.oculatus (Tobias, 1967)
- A.odites (Nixon, 1965)
- A.oeceticola (Blanchard, 1935)
- A.oehlkei (Papp, 1982)
- A.oenone (Nixon, 1965)
- A.oidaematophori (Muesebeck, 1929)
- A.olivierellae (Wilkinson, 1936)
- A.olorus (Nixon, 1965)
- A.ononidis (Marshall, 1889)
- A.opacus (Ashmead, 1905)
- A.oppidicola (Granger, 1949)
- A.oppugnator (Papp, 1974)
- A.opsiphanis (Schrottky, 1909)
- A.orientalis (Szepligeti, 1913)
- A.oritias (Nixon, 1965)
- A.oroetes (Nixon, 1965)
- A.orphne (Nixon, 1965)
- A.orsedice (Nixon, 1965)
- A.ortia (Nixon, 1965)
- A.orus (Nixon, 1965)
- A.oryzae
- A.oryzae
- A.oryzicola (Watanabe, 1967)
- A.oscus (Nixon, 1965)
- A.pachkuriae (Bhatnagar, 1948)
- A.pachycarinatus (Song & Chen, 2002)
- A.painei (Nixon, 1965)
- A.palpator (Tobias, 1960)
- A.paludicolae (Cameron, 1909)
- A.pallidalatus (Tobias, 1964)
- A.pappi (Narendran, 1998)
- A.papua (Wilkinson, 1936)
- A.parabolus (Kotenko, 2007)
- A.paraguayensis (Brethes, 1924)
- A.paralechiae (Muesebeck, 1932)
- A.paralus (Nixon, 1965)
- A.paranaensis (Penteado-Dias & Scatolini, 2000)
- A.paranthreneus (You & Dang, 1987)
- A.paranthrenidis (Muesebeck, 1921)
- A.parasae (Rohwer, 1922)
- A.parasitellae (Bouche, 1834)
- A.parasonium (Kotenko, 2007)
- A.parasundanus (Bhatnagar, 1948)
- A.parbhanii (Rao, 1969)
- A.parijatki (Sathe & Rokade, 2005)
- A.parkeri (Muesebeck, 1954)
- A.parmula (Nixon, 1965)
- A.parsodes (Nixon, 1965)
- A.parvicornis (de Saeger, 1944)
- A.pastranai (Blanchard, 1960)
- A.patens (Nixon, 1965)
- A.peisonis (Fischer, 1965)
- A.pelopea (Nixon, 1973)
- A.pelops (de Saeger, 1944)
- A.pellucipterus (Song & Chen, 2001)
- A.penelope (Nixon, 1965)
- A.pentagonalis (Blanchard, 1963)
- A.pentagonius (de Saeger, 1944)
- A.penthocratus (Austin, 1987)
- A.peridoneus (Papp, 1974)
- A.persephone (Nixon, 1965)
- A.perseveratus (Papp, 1977)
- A.pertiades (Nixon, 1965)
- A.petilicaudium (Chen, Song & Yang, 2002)
- A.petrovae (Walley, 1937)
- A.phaenna (Nixon, 1965)
- A.phaetusa (Nixon, 1973)
- A.phalis (Nixon, 1965)
- A.phaloniae (Wilkinson, 1940)
- A.phaola (Nixon, 1972)
- A.philippinensis (Ashmead, 1904)
- A.philocampus (Cameron, 1911)
- A.phoebe (Nixon, 1965)
- A.phtorimoeae (Risbec, 1951)
- A.phycodis (Viereck, 1913)
- A.phytometraduplus (Shenefelt, 1972)
- A.piceotrichosus (Blanchard, 1947)
- A.piliventris (Tobias, 1966)
- A.pilosus (Telenga, 1955)
- A.pisenor (Nixon, 1965)
- A.planiscapus (Tobias, 1976)
- A.platyedrae (Wilkinson, 1928)
- A.platyptiliophagus (Shenefelt, 1972)
- A.platyptiliovorus (Blanchard, 1965)
- A.plesius (Viereck, 1912)
- A.polaszeki (Walker, 1994)
- A.politiventris (Muesebeck, 1958)
- A.polychrosidis (Viereck, 1912)
- A.pongamiae (Sumodan & Narendran, 1990)
- A.popovi (Telenga, 1955)
- A.praetor (Marshall, 1885)
- A.pratapae (Ashmead, 1896)
- A.princeps (Wilkinson, 1941)
- A.prinoptus (Papp, 1984)
- A.priscus (Nixon, 1967)
- A.proagynus (Hedqvist, 1965)
- A.probatus (Papp, 1973)
- A.procoxalis (Hedqvist, 1965)
- A.prodeniae (Viereck, 1912)
- A.propinquus (Papp, 1975)
- A.propylae (de Saeger, 1941)
- A.prosopis (Risbec, 1951)
- A.prosper (Wilkinson, 1932)
- A.prosymna (Nixon, 1965)
- A.prozorovi (Telenga, 1955)
- A.prusias (Nixon, 1965)
- A.psarae (Wilkinson, 1927)
- A.psenes (Nixon, 1965)
- A.pseudoglossae (Muesebeck, 1921)
- A.pseudomacromphaliae (Havrylenko & Winterhalter, 1949)
- A.pterophori (Muesebeck, 1926)
- A.pterophoriphagus (Risbec, 1972)
- A.puera (Wilkinson, 1928)
- A.pulcher (Telenga, 1955)
- A.punctatissimus (Granger, 1949)
- A.punctiger (Wesmael, 1837)
- A.purdus (Papp, 1977)
- A.pusaensis (Lal, 1942)
- A.pycnos (Nixon, 1965)
- A.pyrene (Nixon, 1965)
- A.pyrodercetus (de Saeger, 1941)
- A.quadratus (Anjum & Malik, 1978)
- A.quadrifacies (Papp, 1984)
- A.quinquecarinis (Song & Chen, 2003)
- A.racilla (Nixon, 1965)
- A.radiarytensis (Shenefelt, 1972)
- A.raesus (Nixon, 1965)
- A.rangii (Bhatnagar, 1948)
- A.raviantenna (Chen & Song, 2004)
- A.reedi (Porter, 1920)
- A.regalis (de Saeger, 1941)
- A.reicharti (Papp, 1974)
- A.renatus (Kotenko, 1986)
- A.renaulti (Mason, 1974)
- A.repletus (Papp, 1990)
- A.reticarina (Song & Chen, 2003)
- A.revatl (Sathe & Rokade, 2005)
- A.rhipheus (Nixon, 1965)
- A.rhomboidalis (Ashmead, 1900)
- A.ricini (Bhatnagar, 1948)
- A.riograndensis (Brethes, 1920)
- A.risbeci (de Saeger, 1942)
- A.riverae (Porter, 1916)
- A.robustus (Hedqvist, 1965)
- A.roepkei (Shenefelt, 1972)
- A.rosaces (Nixon, 1965)
- A.rostratus (Tobias, 1976)
- A.roughleyi (Fernandez-Triana, 2010)
- A.rudolphae (Kotenko, 1986)
- A.rufescentis (Chen & Song, 2004)
- A.ruficornis (Nees, 1834)
- A.ruficoxis (Hedwig, 1962)
- A.rufithorax (Hedqvist, 1965)
- A.rufulus (Tobias, 1964)
- A.rugiceps (Wilkinson, 1934)
- A.ruidus (Wilkinson, 1928)
- A.rutilans (Nixon, 1965)
- A.saegeri (Risbec, 1951)
- A.sagax (Wilkinson, 1929)
- A.sagus (Kotenko, 1986)
- A.salalicus (Mason, 1959)
- A.salutifer (Wilkinson, 1931)
- A.samarshalli (Fernandez-Triana, 2010)
- A.samedovi (Abdinbekova, 1969)
- A.samoanus (Fullaway, 1940)
- A.sanctivincenti (Ashmead, 1900)
- A.saravus (Nixon, 1965)
- A.sarpedon (de Saeger, 1944)
- A.sartamus (Nixon, 1965)
- A.sathei (Sathe & Rokade, 2005)
- A.sauros (Nixon, 1965)
- A.scaber (Tobias, 1977)
- A.scabipunctus (Chen & Song, 2004)
- A.scultena (Nixon, 1965)
- A.scutellaris (Muesebeck, 1921)
- A.schneideri (Nixon, 1965)
- A.schoenobii (Wilkinson, 1932)
- A.schoutedeni (de Saeger, 1941)
- A.semele (Nixon, 1965)
- A.senegalensis (Risbec, 1951)
- A.seriphia (Nixon, 1972)
- A.seyali (Risbec, 1951)
- A.seydeli (de Saeger, 1941)
- A.seyrigi (Wilkinson, 1936)
- A.shrii (Sathe & Ingawale, 1995)
- A.sicarius (Marshall, 1885)
- A.siderion (Nixon, 1965)
- A.significans (Walker, 1860)
- A.simulatus (Papp, 1974)
- A.simulissimus (de Saeger, 1944)
- A.simus (de Saeger, 1944)
- A.singaporensis (Szepligeti, 1905)
- A.singularis (Yang & You, 2002)
- A.sisenna (Nixon, 1972)
- A.smerdis (Nixon, 1965)
- A.sodalis (Haliday, 1834)
- A.soikai (Nixon, 1972)
- A.solenobiae (Walley, 1935)
- A.solox (Nixon, 1965)
- A.sonani (Watanabe, 1932)
- A.sophiae (Papp, 1972)
- A.sophrosine (Nixon, 1976)
- A.sosis (Nixon, 1965)
- A.spanis (Chen & Song, 2004)
- A.speciosissimus (Granger, 1949)
- A.sphenarchi (Risbec, 1951)
- A.sphingivorus (Granger, 1949)
- A.spiciculus (Chen & Song, 2004)
- A.spilosomae (de Saeger, 1941)
- A.splendidus (Papp, 1974)
- A.stagmatophorae (Gahan, 1919)
- A.stantoni (Ashmead, 1904)
- A.starki (Mason, 1960)
- A.statius (Nixon, 1965)
- A.stegenodactylae (Cameron, 1909)
- A.stennos (Nixon, 1965)
- A.stenomae (Muesebeck, 1958)
- A.stenosis (Song & Chen, 2004)
- A.stenotelas (Nixon, 1965)
- A.stictipes (Chen & Song, 2004)
- A.striatopleurus (Hedqvist, 1965)
- A.striatus (van Achterberg & Ng, 2009)
- A.subaltus (de Saeger, 1944)
- A.subandinus (Blanchard, 1947)
- A.subcamilla (Tobias, 1976)
- A.subcristatus (Blanchard, 1936)
- A.subductus (Walker, 1860)
- A.subemarginatus (Abdinbekova, 1969)
- A.subgentilis (Tobias & Long, 1990)
- A.sublabene (Tobias & Long, 1990)
- A.subpunctatus (Granger, 1949)
- A.subrugosus (Granger, 1949)
- A.subversor (Tobias & Kotenko, 1986)
- A.suevus (Reinhard, 1880)
- A.suffectus (Tobias & Kotenko, 1986)
- A.sugae (Watanabe, 1932)
- A.sundanus (Wilkinson, 1930)
- A.sushili (Bhoje & Sathe, 2002)
- A.syleptae (Ferriere, 1925)
- A.sylvaticus (de Saeger, 1944)
- A.symithae (Bhatnagar, 1948)
- A.symmysta (Nixon, 1965)
- A.szalayi (Papp, 1977)
- A.szelenyii (Papp, 1972)
- A.tachardiae (Cameron, 1913)
- A.taeniaticornis (Wilkinson, 1928)
- A.taiticus (Holmgren, 1868)
- A.taiwanensis (Sonan, 1942)
- A.takeuchii (Watanabe, 1937)
- A.talinum (Risbec, 1951)
- A.taoi (Watanabe, 1935)
- A.tapatapaoanus (Fullaway, 1946)
- A.taragamae (Viereck, 1912)
- A.tarasi (Kotenko, 2007)
- A.tarvadi (Sathe & Rokade, 2005)
- A.tasmanicus (Cameron, 1912)
- A.tedanius (Nixon, 1965)
- A.tedellae (Nixon, 1961)
- A.telon (Nixon, 1965)
- A.terrestris (Wharton, 1983)
- A.thespis (de Saeger, 1944)
- A.thoseae (Wilkinson, 1934)
- A.thujae (Muesebeck, 1935)
- A.thurberiae (Muesebeck, 1921)
- A.tiapi (Risbec, 1951)
- A.tigasis (Nixon, 1965)
- A.tigris (Kotenko, 1986)
- A.tineaephagus (Bhatnagar, 1948)
- A.tiracolae (Ashmead, 1896)
- A.tirathabae (Wilkinson, 1928)
- A.tiro (Reinhard, 1880)
- A.tischeriae (Viereck, 1912)
- A.tobiasi (Balevski, 1980)
- A.tookei (Shenefelt, 1972)
- A.toreicus (Kotenko, 2007)
- A.tormina (Nixon, 1965)
- A.townesi (Nixon, 1965)
- A.trabea (Nixon, 1965)
- A.trachalus (Nixon, 1965)
- A.transutus (de Saeger, 1944)
- A.transvaalensis (Cameron, 1911)
- A.triareus (Nixon, 1965)
- A.tricoloripes (Granger, 1949)
- A.trifasciatus (Muesebeck, 1946)
- A.trochanteratus (Szepligeti, 1911)
- A.trogos (Nixon, 1973)
- A.tuliemensis (Tobias & Long, 1990)
- A.tulis (Nixon, 1965)
- A.turanicus (Telenga, 1955)
- A.turcmenicus (Tobias, 1967)
- A.turionellae (Nixon, 1971)
- A.turkestanicus (Telenga, 1955)
- A.turkmenus (Telenga, 1955)
- A.turri (Rao & Chalikwar, 1976)
- A.typhon (Nixon, 1965)
- A.uchidai (Watanabe, 1934)
- A.ujlai (Sathe & Rokade, 2005)
- A.ultimus (Kotenko, 1986)
- A.ultor (Reinhard, 1880)
- A.unguifortis (Song & Chen, 2004)
- A.upis (Nixon, 1965)
- A.upoluensis (Fullaway, 1941)
- A.urgens (Kotenko, 2004)
- A.urgo (Nixon, 1965)
- A.uroxys (de Saeger, 1941)
- A.usipetes (Nixon, 1965)
- A.ussuriensis (Telenga, 1955)
- A.uvidus (Penteado-Dias & Scatolini, 2000)
- A.vacillans (Nixon, 1965)
- A.vala (Nixon, 1965)
- A.validus (Thomson, 1895)
- A.valiko (Kotenko, 2007)
- A.valvatus (de Saeger, 1944)
- A.valvulae (Rao & Kurian, 1951)
- A.varifemur (Abdinbekova, 1969)
- A.venilia (Nixon, 1965)
- A.venustus (de Saeger, 1944)
- A.verae (Tobias, 1976)
- A.vernaliter (Wilkinson, 1932)
- A.verticalis (Song & Chen, 2004)
- A.victor (Wilkinson, 1941)
- A.victoriae (Muesebeck, 1921)
- A.victoriatus (Kotenko, 1986)
- A.viminetorum (Wesmael, 1837)
- A.vindicius (Nixon, 1965)
- A.vipio (Reinhard, 1880)
- A.vitobiasi (Kotenko, 2004)
- A.vivax (de Saeger, 1944)
- A.vulgaris (Ashmead, 1900)
- A.wanei (Risbec, 1951)
- A.weitenweberi (Amerling, 1862)
- A.wilkinsoni (Fahringer, 1936)
- A.wittei (de Saeger, 1944)
- A.wuyiensis (Song & Chen, 2002)
- A.xanthopholis (de Saeger, 1944)
- A.xanthostigma (Haliday, 1834)
- A.xerophila (Risbec, 1951)
- A.yamini (Sathe & Rokade, 2005)
- A.zerovae (Kotenko, 2007)
- A.zhangi (Song & Chen, 2003)
- A.zizaniae (Muesebeck, 1957)
- A.znoikoi (Tobias, 1976)
- A.zomborii (Papp, 1993)